# Новоалексеевка (Черновицкая область)
Новоалексе́евка (укр. Новоолексіївка) — село в Сокирянской городской общине Днестровского района Черновицкой области Украины.
Население по переписи 2001 года составляло 414 человека. Телефонный код — 3739. Код КОАТУУ — 7324080502.

## История
В 1946 г. Указом ПВС УССР село Пол-Мендекауцы переименовано в Новоалексеевку.
До 2020 года село входило в Сокирянский район.